# Los Molinos de Ocón
Los Molinos de Ocón es una aldea del Valle de Ocón (La Rioja, España) siendo la sede del ayuntamiento. Está localizada a 40 km de Logroño. Su población es de 56 habitantes (INE, 2009).

## Demografía
Los Molinos de Ocón contaba a 1 de enero de 2010 con una población de 52 habitantes, 33 hombres y 19 mujeres
| Gráfica de evolución demográfica de Los Molinos de Ocón entre 2000 y 2017                        |
|                                                                                                  |
| Población de derecho (2000-2010) según los censos de población del INE a 1 de enero de cada año. |

## Lugares de interés

### Edificios y monumentos

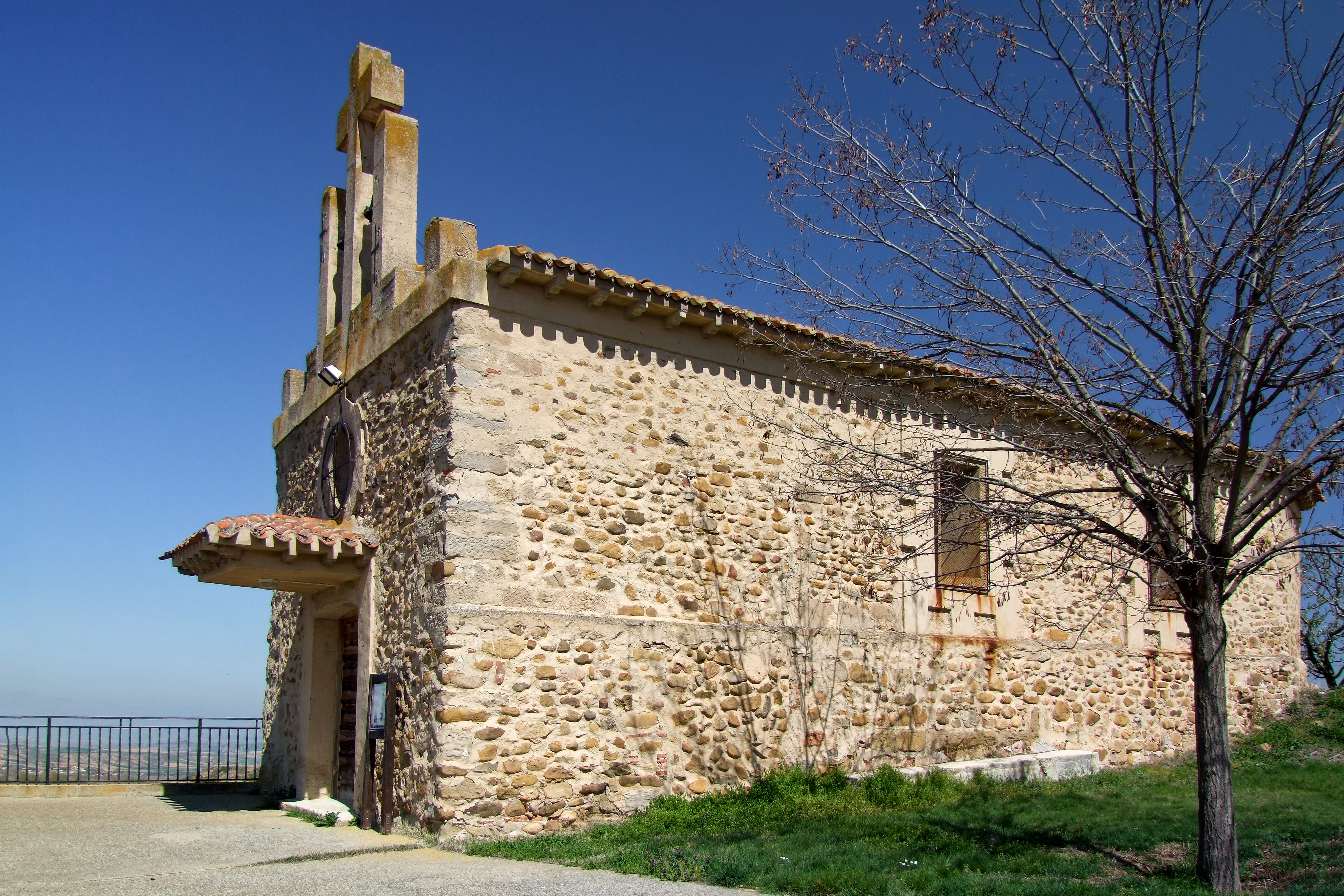
Ermita de Santa María de Velilla.

- Iglesia de San Babil, (siglo XVII). Iglesia de San Babil en Los Molinos de Ocón

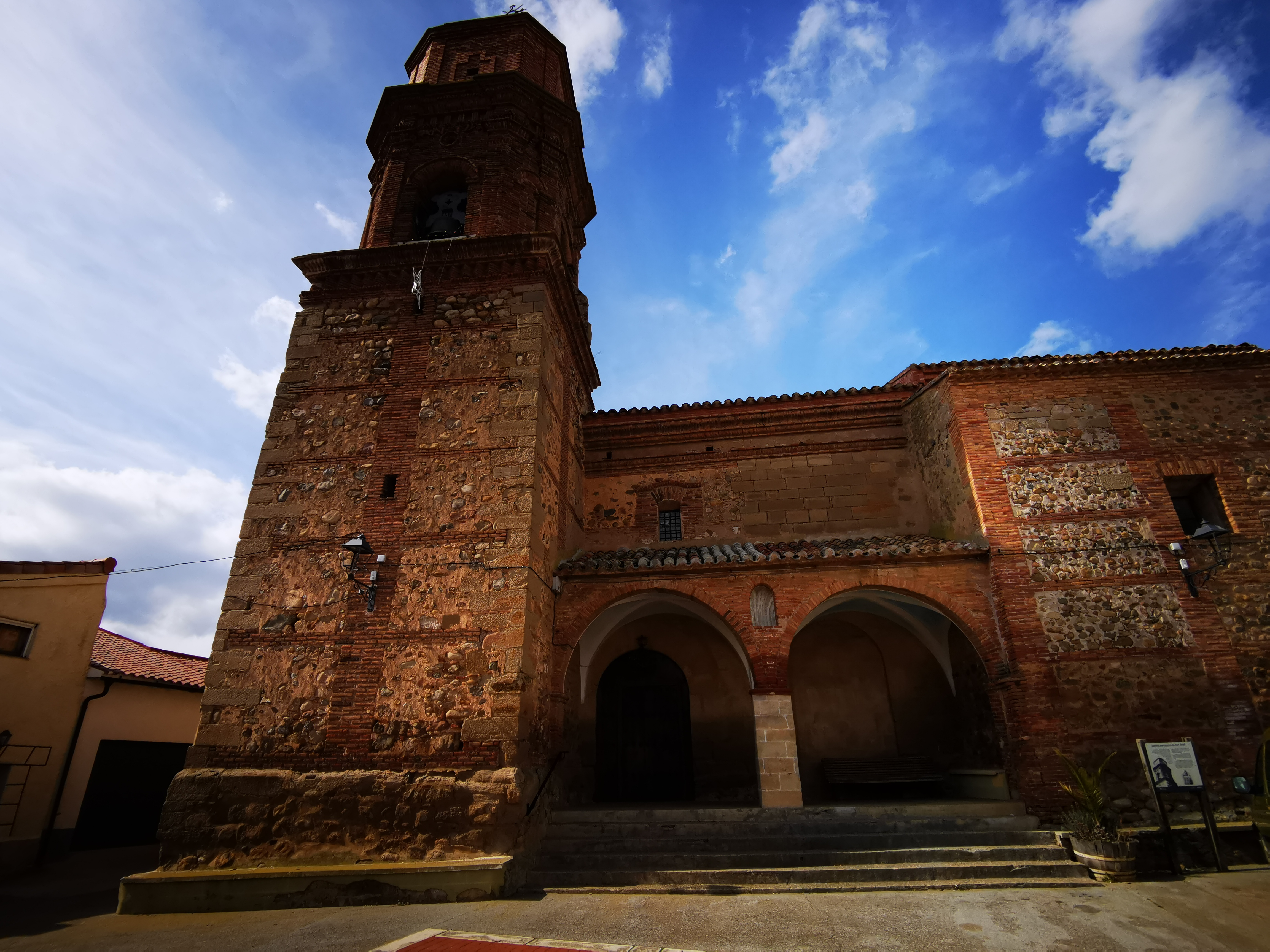
Iglesia de San Babil en Los Molinos de Ocón

- Ermita de Santa María de Velilla, (siglo XV).                                                                                                                    Destaca por el bello retablo renacentista que alberga en su interior.  La ermita está compuesta por una nave rectangular y una cabecera ochavada de tres paños, cubierta por cielo raso.

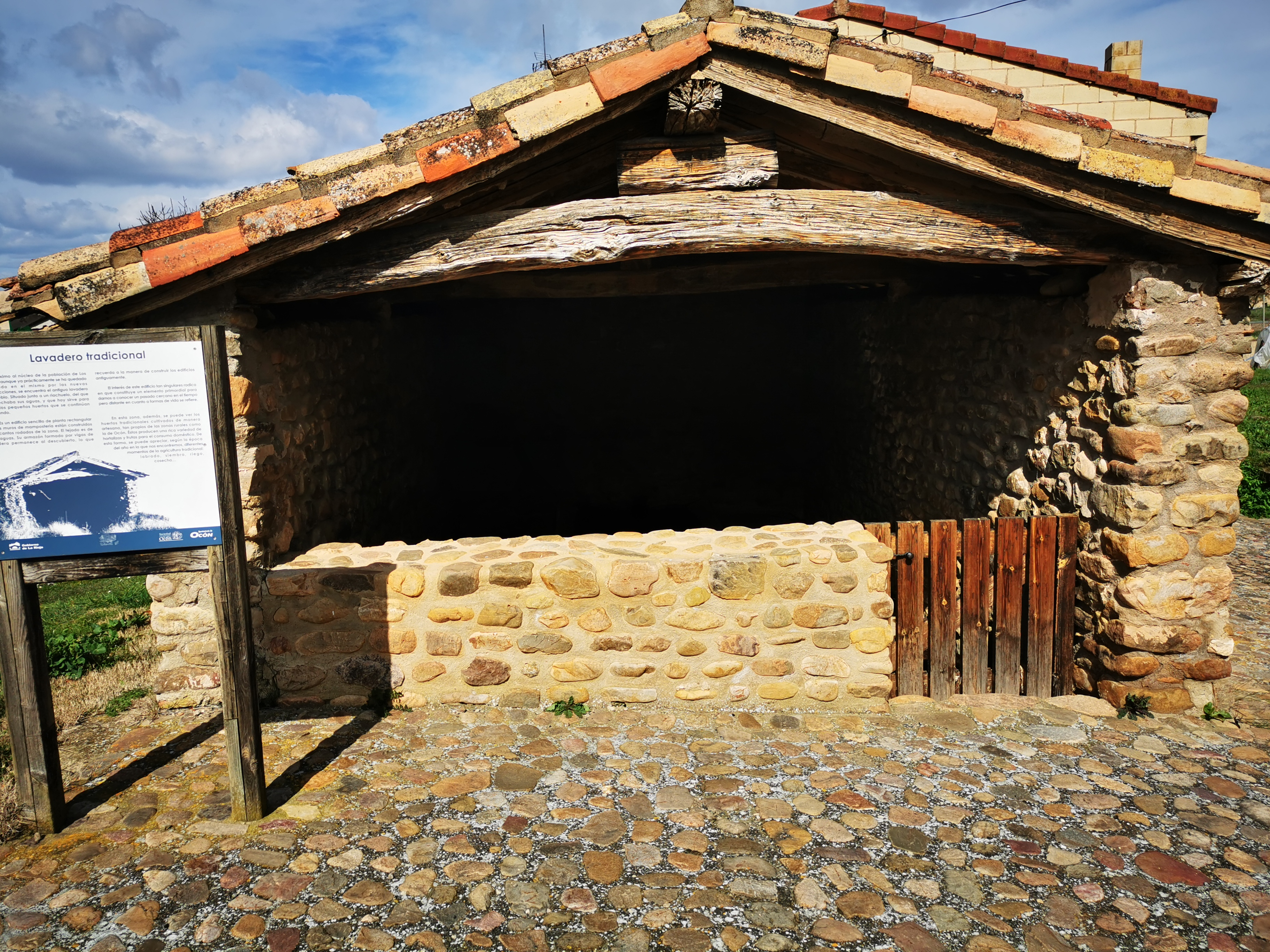
Lavadero de Los Molinos de Ocón

- El lavadero de Los Molinos de Ocón .      Lavadero de Los Molinos de Ocón Este lavadero es un elemento significativo del patrimonio cultural de la zona, donde las asociaciones locales como la Asociación de Mujeres del municipio se encargan de su mantenimiento y enseñanza.

## Fiestas
- 24 de enero, San Babil. Esta fiesta se ha trasladado al primer fin de semana de julio.

## Personas Notables
- Obispo de Osma Don Saturnino Rubio y Montiel. Nacido en Molinos de Ocón el 29 de noviembre de 1889.